# Roger Dangeville
Roger Dangeville (1925 - 3 de setembro de 2006) (outras fontes apresentam 9 de setembro como data da morte) foi um comunista de esquerda francês conhecido sobretudo pela sua tradução dos Grundrisse de Karl Marx e pelo seu trabalho em conjunto com Jacques Camatte.
Dangeville era de origem alsaciana, tendo crescido bílingue. Estudou filosofia em Paris. In 1956 foi recrutado para o Partido Comunista Internacional (PCInt) por Suzanne Voûte. Em breve começou com a sua tradução dos Grundrisse, com algumas traduções parciais circulando no PCInt a partir de 1959. Durante dez anos foi um colaborador próximo de Amadeo Bordiga, mas rompeu com o PCInt em 1966. A sua colaboração posterior com Jacques Camatte, que deixou o PCInt na mesma altura, foi curta. Quando Camatte fundou a revista Invariance, Dangeville fundou Le fil du temps, publicado desde dezembro de 1967 até 1976, quando foi publicado o décimo terceiro e último número
Além de ter traduzido muitas obras de Karl Marx, também traduziu Dialektika konkrétního (Dialectics of the Concrete) de Karel Kosík em francês.

## Traduções
As traduções de Roger Dangeville vêm acompanhadas de apreentações bastante longas, que costinutuem verdadeiros ensaios, e de notas abundantes. Aqui se apresenta uma seleção de obras:.
- Karl Marx, Grundrisse - fondements de la critique de l’économie politique, 2 vols Anthropos 1967-1968.
- Karel Kosik, La Dialectique du concret, Bibliothèque Socialiste Maspéro 1970.
- Karl Marx, Écrits militaires - Violence et constitution des États européens, L’Herne 1970.
- Karl Marx, La Guerre civile aux États-Unis, U.G.E. 10/18 1970.
- Renate Siebert, L’œuvre de Frantz Fanon, U.G.E. 10/18 1970.
- Karl Marx, Un chapitre inédit du Capital, U.G.E. 10/18 1971.
- Karl Marx, La Commune de 1871 : lettres et déclarations, pour la plupart inédites, U.G.E. 10/18 1971.
- Friedrich Engels & Karl Marx,  Le Syndicalisme - 1. Théorie, organisation, activité, Maspéro 1972.
- Friedrich Engels & Karl Marx, Le Syndicalisme - 2. Contenu et signification des revendications, Maspéro 1972.
- Karl Marx & Friedrich Engels, La Chine, U.G.E. 10/18 1972.
- Karl Marx, Grundrisse - 1. Chapitre de l’argent, U.G.E. 10/18 1972.
- Karl Marx, Grundrisse - 2. Chapitre du capital, U.G.E. 10/18 1972.
- Revue « Le fil du temps » : « Succession des formes de production et de société dans la théorie marxiste », Paris 1972.
- Karl Marx, Grundrisse - 3. Chapitre du capital (suite), U.G.E. 10/18 1973.
- Friedrich Engels & Karl Marx, Le parti de classe - 1. Théorie, activité, Maspéro 1973.
- Friedrich Engels & Karl Marx, Le parti de classe - 2. Activité et organisation, Maspéro 1973.
- Friedrich Engels & Karl Marx, Le parti de classe - 3. Questions d’organisation, Maspéro 1973.
- Friedrich Engels & Karl Marx, Le parti de classe - 4. Activités de classe, Maspéro 1973.
- Revue « Le fil du temps » : « Le marxisme et la question militaire », Paris 1974.
- Karl Marx & Friedrich Engels, La Russie, U.G.E. 10/18 1974 - [-NPT] ;
- Karl Marx, Grundrisse - 4. Plus-value et profit, U.G.E. 10/18 1974.
- Karl Marx, Grundrisse - 5. Travaux annexes : 1850-1859, U.G.E. 10/18 1975.
- Karl Marx & Friedrich Engels, La Social-démocratie allemande, U.G.E. 10/18 1975.
- Karl Marx & Friedrich Engels, Maspéro 1976.
- Karl Marx & Friedrich Engels, Utopisme et communauté de l’avenir, Maspéro 1976.
- Friedrich Engels & Karl Marx, Les Utopistes, Maspéro 1976.
- Karl Marx & Friedrich Engels, La Crise, U.G.E. 10/18 1978.
- Karl Marx & Friedrich Engels, Critique de Malthus, Maspéro 1978.
- Karel Kosik, La Dialectique du concret, Éditions de la Passion 1988.